# Cerámica almagra

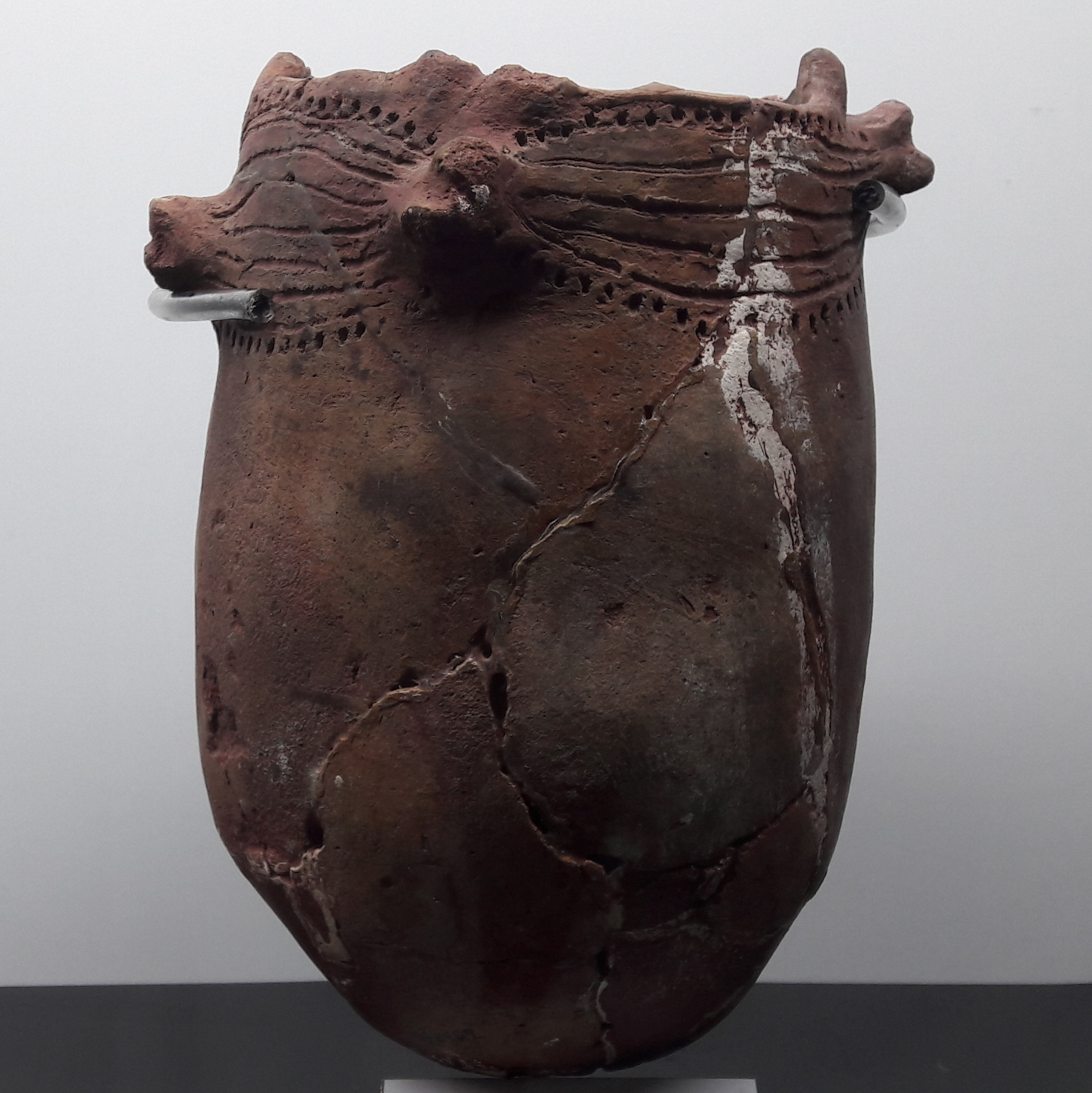
Vaso de cerámica a la almagra, procedente de Pecho Redondo. Periodo Neolítico Medio-Final. Sala Arqueológica del Cortijo de Miraflores, Marbella, España.

Cerámica almagra o cerámica a la almagra, es la alfarería tratada con engobe de almagre y cocida, que se produjo en la península ibérica en el periodo neolítico conocido como “Neolítico peninsular” y representativa del Neolítico andaluz occidental. Esta técnica de raíz prehistórica fue característica en Europa en la cultura del vaso campaniforme.  
La vasija más representativa es el vaso, que por su forma podía ser: esférico (el más frecuente), elipsoidal, ovoide, troncocónico y cilíndrico. El tipo de vasija esférica ha sido frecuente ajuar arqueológico en cuevas de Sevilla, Cádiz, Málaga, Córdoba y Granada. Los vasos cilíndricos, los menos comunes, han aparecido en ajuares funerarios de enterramientos en cuevas de Huelva, Cádiz y Almería. 
Las decoraciones que presentan los vasos es muy variada: incisiones, impresiones, acanaladuras y diversos motivos en relieve. Pluralidad que también presentan los elementos de suspensión, es decir: asas de cinta, asas de pitorro, de punte, de tunes, entre otras.